# Омелянський Василь Леонідович
Омелянський Василь Леонідович (*26 лютого (10 березня) 1867, Полтава, Російська імперія — †21 квітня 1928, Гагра, СРСР) — український вчений-мікробіолог Російської імперії та СРСР. Член-кореспондент Імператорської Санкт-Петербурзької академії наук (1916), дійсний член Російської академії наук (1923), академік АН СРСР (з липня 1925).

## Біографія
Народився у Полтаві у родині вчителя. Батько викладав у гімназії, а потім був директором гімназії у Житомирі. Цю ж гімназію і закінчив Василь Омелянський 1885 року зі срібною медаллю.
Того ж року вступив до Імператорського Санкт-Петербургського університету на природниче відділення фізико-математичного факультету. Під час навчанням захопився хімією, відвідував лекції Д. Менделєєва. На старших курсах займався хімією органічних сполук під керівництвом професора М. А. Меншуткіна. У цей час опублікував свою першу наукову роботу «До питання про вплив розведення на швидкість хімічних реакцій».
По за кінченні університету (1890) за браком коштів не зміг залишитись при ньому. Влаштувався на посаду лаборанта-хіміка на металургійному заводі поблизу Ростова-на-Дону.
1893 року за рекомендацією М. Меншуткіна був запрошений на роботу до створюваного у той час Інституту експериментальної медицини, у відділ вже широко відомого мікробіолога С. М. Виноградського, учня Н. Меншуткіна. Вперше зустрівся з ним і почав працювати асистентом С. Виноградського у листопаді 1893 року.
Завдяки своїй науковій діяльності стає відомим за межами Росії. 1909 року його обирають членом-кореспондентом Туринської медичної академії.
Під час хвороби С. Виноградского, з 1906 року, виконував його обов'язки завідувача відділу. 1912 року С. Виноградський залишив Інститут експериментальної медицини і за його вказівкою завідувачем відділу загальної мікробіології був обраний В. Л. Омелянський.
Опублікував серію статей з викладом результатів робіт з вивчення розкладу целюлози, перетворень вуглецю, з виділення мікроорганізмів, що брали участь у досліджуваних процесах.
Не любив виступати публічно, але коли доводилось це робити, то готувався до лекцій дуже старанно. Внаслідок цього підручник «Основи мікробіології», виданий 1909 року як збірка його раніше прочитаних лекцій, став на той час найкращим у світі підручником з цієї дисципліни. З того часу підручник перевидавався більше десяти разів.
1916 року його обирають членом-кореспондентом Імператорської Санкт-Петербурзької академії наук.
Результати досліджень, викладені раніше у окремих статтях, В. Омелянський опублікував у монографії «Зв'язування атмосферного азоту ґрунтовими мікробами», що вийшла друком 1923 року.
У період 1917–1921 року В. Омелянський пише науково-популярні статті: «Війна і хлібна криза», «Бродіння тіста й приготування хліба», «Хліб, його приготування та властивості». Бере участь у роботі дослідної хлібопекарні Петроградської комуни, розробляє програму лабораторії.
Співпрацював у цей час з Інститутом сільськогосподарської мікробіології.
Його наукові досягнення були визнані: 1917 року вчена рада Санкт-Петербурзького університету присудила йому вчений ступінь доктора ботаніки без захисту дисертаційної роботи.
1923 року стає дійсним членом Російської академії наук, а після її реорганізації — академіком АН СРСР (з липня 1925).
1926 року обраний членом-кореспондентом Ломбардської Академії наук. 

Був обраний також членом Американського товариства бактеріологів.
Писав не лише наукові роботи. На поїздку І. Мечникова до Л. Толстого відгукнувся статтею «Мечников и Толстой». Написав статтю «Творчество Пастера» та книжку «Луи Пастер». Опублікував нарис присвячений Виноградському — «С. Н. Виноградский в связи с его 70-летием». Пише нариси «Пути развития микробиологии в России», «Илья Ильич Мечников», «Развитие естествознания в России в последней четверти XIX века».
Редагував журнал інституту експериментальної медицини «Архив биологических наук». Крім нього, ще й часопис «Успехи биологической химии»" і, разом з Д. К. Заболотним, збірник «Чума на юго-востоке СССР».
За спогадами колег, починаючи з М. Меншуткіна та С. виноградчького, Василь Леонідович мав щасливий характер, був м'який по натурі, спокійний, врівноважений.
Був відомим шахістом свого часу, брав участь у Всеросійському турнірі (1905).

## Наукова діяльність
Основні наукові роботи присвячені вивченню ролі мікробів в кругообігу речовин (вуглецю та азоту) в природі. Відкрив культури анаеробних бактерій, вивчив їх морфологію і фізіологію. Висунув ідею про участь мікроорганізмів в кругообігу речовин в природі (1909). Встановив можливість застосування мікроорганізмів як індикаторів на різноманітні хімічні речовини.
Всі дослідження учений проводив на основі точного експерименту, користуючись простими синтетичними середовищами, застосовуючи їх хімічний аналіз.

## Вшанування пам'яті
10 березня 2017 року на державному рівні в Україні відзначалась пам’ятна дата – 150 років з дня народження Василя Омелянського (1867-1928), мікробіолога.